# Charaxes moerens
Charaxes moerens är en fjärilsart som beskrevs av Jordan 1936. Charaxes moerens ingår i släktet Charaxes och familjen praktfjärilar. Inga underarter finns listade i Catalogue of Life.